# Pehuajó
Pehuajó è una città dell'Argentina, situata nella provincia di Buenos Aires.
Il nome di questa città relativamente piccola è conosciuto in Argentina grazie alla canzone Manuelita di María Elena Walsh, riguardante un'avventurosa tartaruga; una statua in cemento fatiscente di Manuelita di María Elena Walsh giace poco fuori dalla città, lungo la Ruta Nacional ("Strada statale") 5.

## Clima
Pehuajó possiede un clima umido subtropicale (vedasi classificazione dei climi di Köppen). Gli inverni sono caratterizzati da temperature moderate durante il giorno e notti fredde con una media di luglio di 8,3 °C. Durante questo periodo dell'anno, i giorni nuvolosi sono più comuni, con una media di 8-10 giorni al mese. La primavera e l'autunno sono stagioni di transizione con temperature calde diurne e temperature notturne fresche e sono altamente variabili con alcuni giorni che raggiungono i 37,7 °C e sotto i −5 °C. Le estati sono calde con un massimo di gennaio di 30,4 °C seguito da notti miti, con una media di 15,7 °C. L'umidità relativa media è del 75%, con i mesi estivi più asciutti rispetto ai mesi invernali. La prima data media del gelo è il 22 maggio, mentre l'ultima data del gelo è l'11 settembre. La città è moderatamente ventosa per tutto l'anno con velocità del vento che vanno da un minimo di 9,0 km/h in giugno a 15,7 km/h in ottobre e novembre. In media, Pehuajó riceve 945,3 mm di precipitazioni all'anno con 83 giorni con precipitazioni misurabili, mentre i mesi estivi sono più umidi rispetto ai mesi invernali, dove la maggior parte delle precipitazioni cade sotto forma di temporali. Pehuajó riceve circa 2 720,1 ore di sole all'anno o il 60% del possibile raggio di sole all'anno, da un minimo del 41% a giugno (solo 120,0 ore di sole al mese) a un massimo del 74% a marzo (279.7 ore di sole per mese). La temperatura massima registrata era di 43,4 °C il 29 dicembre 1971, mentre la temperatura minima registrata era di −10,8 °C il 17 luglio 1995.
| Mese                       | Mesi  | Mesi  | Mesi  | Mesi | Mesi | Mesi | Mesi | Mesi | Mesi | Mesi  | Mesi  | Mesi  | Stagioni | Stagioni | Stagioni | Stagioni | Anno  |
| Mese                       | Gen   | Feb   | Mar   | Apr  | Mag  | Giu  | Lug  | Ago  | Set  | Ott   | Nov   | Dic   | Inv      | Pri      | Est      | Aut      | Anno  |
| -------------------------- | ----- | ----- | ----- | ---- | ---- | ---- | ---- | ---- | ---- | ----- | ----- | ----- | -------- | -------- | -------- | -------- | ----- |
| T. max. media (°C)         | 29,6  | 28,3  | 26,1  | 22,0 | 17,9 | 14,4 | 14,0 | 16,7 | 18,8 | 22,0  | 25,3  | 28,3  | 28,7     | 22,0     | 15,0     | 22,0     | 22,0  |
| T. min. media (°C)         | 16,1  | 14,9  | 13,4  | 9,9  | 6,7  | 3,9  | 3,0  | 4,2  | 6,3  | 9,9   | 12,5  | 14,9  | 15,3     | 10,0     | 3,7      | 9,6      | 9,6   |
| Precipitazioni (mm)        | 119,6 | 101,2 | 149,3 | 79,9 | 49,0 | 25,8 | 24,0 | 28,8 | 63,6 | 116,1 | 104,3 | 107,0 | 327,8    | 278,2    | 78,6     | 284,0    | 968,6 |
| Umidità relativa media (%) | 69,9  | 73,5  | 77,6  | 78,4 | 80,3 | 82,0 | 79,8 | 74,2 | 72,6 | 73,1  | 70,0  | 67,9  | 70,4     | 78,8     | 78,7     | 71,9     | 74,9  |